# Eichenbrunn
Eichenbrunn (früher auch Aichenbrunn) ist eine Ortschaft und eine Katastralgemeinde der Gemeinde Gnadendorf im Bezirk Mistelbach in Niederösterreich. Die Ortschaft hat 280 Einwohner (1. Jänner 2024). Bis Ende 1970 war Eichenbrunn eine eigenständige Gemeinde.

## Geografie
Eichenbrunn liegt im Weinviertel in Niederösterreich in einer Seehöhe von 274 m. Eichenbrunn ist ein Straßendorf direkt an der Laaer Straße B6 gelegen mit rund 335 Einwohnern (Haupt- und Nebenwohnsitz).
Die Zaya durchfließt den Ort in östlicher Richtung. Diese entspringt am Nordabhang des Leiserberges und wird in Eichenbrunn durch zwei wasserreiche Quellen am Fuße des Kirchenhügels außerordentlich verstärkt. Wegen ihrer Reichhaltigkeit wurden diese Quellen noch 1833 als der eigentliche Ursprung der Zaya bezeichnet.

## Geschichte
Im Rahmen von Grabungen zur Ortsumfahrung Eichenbrunn wurden mittelneolithische und spätbronzezeitliche Siedlungsspuren dokumentiert. Unter dem lengyelzeitlichen Fundmaterial fällt eine große Anzahl an Steingeräten – vor allem Silexwerkzeuge – aus vielfältigen, zu einem beachtlichen Teil importierten, Rohmaterialvarietäten auf.
Rund um die Besiedelung durch Franken und Bayern (um das Jahr 1000 n. Chr.) wird folgende Sage überliefert:

„Zur Zeit, als der Babenberger Heinrich I. (Österreich) (994 – 1018) über die Ostmark herrschte, zog ein irischer Prinz namens Koloman durch diese Gegend ins Heilige Land. Bei der Quelle unter der großen Eiche am Fuße des Kirchenhügels ruhte er aus. Dann ging er gegen das heutige Stockerau, wo er am 12. Juni 1012 verhaftet wurde, da man seine Sprache nicht verstand und ihn für einen Spion hielt. Am 13. Oktober 1012 wurde er zu Tode gemartert. Als man später von seinen Wundertaten erfuhr, gaben die ersten Ansiedler dem Orte, wo der Heilige ausgeruht hatte, den Namen Eichenbrunn.“

Urkundlich wurde der Ort erstmals 1203 erwähnt. Und zwar in einer Urkunde des Stiftes Klosterneuburg, wo ein Berthold von Nussdorf dem Stift vier Weingärten vermacht – Unterschrift des „Albertus de Aichenprun“.
Die erste Schule wurde im Jahr 1664 mit ihrem ersten Schullehrer Hummel erwähnt. Das heutige Schulgebäude (jetzt als Kulturhaus genutzt) wurde 1883 errichtet.
Am 17. und 18. September 1811 besuchte der deutsche Dichter der Romantik Joseph von Eichendorff auf seiner Reise nach Grus(s)bach (Mähren) den Ort. Er beschreibt dies in seinen Tagebüchern:
Im Jahr 1822 wurde der Ort als Dorf mit 77 Häusern beschrieben. Die Herrschaft Ernstbrunn besaß die Ortsobrigkeit, übte die Landgerichtsbarkeit aus und besorgte die Konskription. Über die Untertanen und Grundholde im Ort verfügten die Herrschaften Ernstbrunn, Böhmischkrut und die Pfarre und Herrschaft Eichenbrunn. Bis 1826 stand am Fuße der Pfarrkirche eine gewaltige Eiche, nach dem Urteil von Sachverständigen rund 1000 Jahre alt. Die Überreste wurden von einem Sturm vollends zersplittert. An dieser Stelle steht heute wieder eine fast 200 Jahre alte Eiche.
Verkehrsgünstig an der Laaer Straße gelegen, gab es ab 1842 eine Mautstation Eichenbrunn, bei der die landesübliche Mautgebühr entrichtet werden musste. Weitere Mautstationen befanden sich außerdem nur noch in Laa an der Thaya und in Wetzleinsdorf.
In den letzten Tagen des Zweiten Weltkriegs, zwischen 22. April und 8. Mai 1945, wurde Eichenbrunn Schauplatz heftiger und wechselvoller Stellungskämpfe zwischen Truppen der Wehrmacht und der Roten Armee, bei denen zahlreiche Gebäude zerstört oder stark beschädigt wurden. Insgesamt hat man 167 Sowjets im Friedhof in einem Massengrab begraben, zumeist Ukrainer und Balten. Sie wurden einige Wochen später exhumiert und verlegt.
Mit 1. Jänner 1971 wurde im Zuge der Niederösterreichischen Kommunalstrukturverbesserung die bis dahin selbständige Gemeinde Eichenbrunn nach Gnadendorf eingemeindet.

## Politik
Eichenbrunn stellt aktuell mit Rudolf Pfennigbauer[veraltet] den Vizebürgermeister der Großgemeinde Gnadendorf. Eichenbrunn entsendet als größte Katastralgemeinde vier Gemeinderäte in den Gemeinderat.
Der letzte Bürgermeister vor der Gemeindezusammenlegung 1971 hieß Michael Seidl. Davor war Alois Blum von 1955 bis 1970 Bürgermeister von Eichenbrunn.

## Wirtschaft und Infrastruktur
Einst war der Ort stark landwirtschaftlich geprägt. Vor allem der Erdäpfelanbau mit den weithin bekannten „Hellen Eichenbrunnern“ ist wegen der besonderen Qualitäten von Bedeutung. Von 1958 bis 1980 wurde vom Raiffeisen-Lagerhaus Laa an der Thaya eine Kartoffel-Übernahmestelle in Eichenbrunn geführt. Das Gebäude wurde später von einem Antiquitätenhändler übernommen.
Der einst sehr wichtige Anbau von Karotten ist stark zurückgegangen. Die Eichenbrunner erhielten in der ersten Hälfte des 20. Jahrhunderts deshalb sogar den Spitznamen „Murknzipf“ („Murkn“ ist die mundartliche Bezeichnung für Karotten).
Laut Adressbuch von Österreich waren im Jahr 1938 in der Ortsgemeinde Eichenbrunn ein Bäcker, ein Dachdecker, ein Fleischer, zwei Gastwirte, ein Gemischtwarenhändler, eine Hebamme, ein Sattler, zwei Schmiede, zwei Schneider und drei Schneiderinnen, zwei Schuster, ein Trafikant, ein Tischler, ein Viktualienhändler, ein Wagner und mehrere Landwirte ansässig. Weiters gab es in der Nähe eine Mühle.
Die Firma Kurt Gass hatte seit den 1950er Jahren große regionale Bedeutung im Bau von Elektro-Hochspannungsleitungen. Das Unternehmen wurde von der Firma Kraus aus Mistelbach übernommen, die bis 2020 den Standort in Eichenbrunn weiterführte.
Der letzte „Greißler“ (Kaufhaus Madner) sperrte Ende 2018 sein Geschäft. Bis 2004 betrieb Aloisia Schöfmann ebenfalls ein Kaufhaus.
Das Gasthaus Schöfmann schloss 2005 seine Pforten. Ein zweites Gasthaus im Ort bestand bis Ende der 1980er Jahre.
Die Fleischerei Rudolf Pfennigbauer betrieb bis 2022 in dritter Generation ein Fachgeschäft in Eichenbrunn und stellte die Nahversorgung sicher.

## Sehenswertes

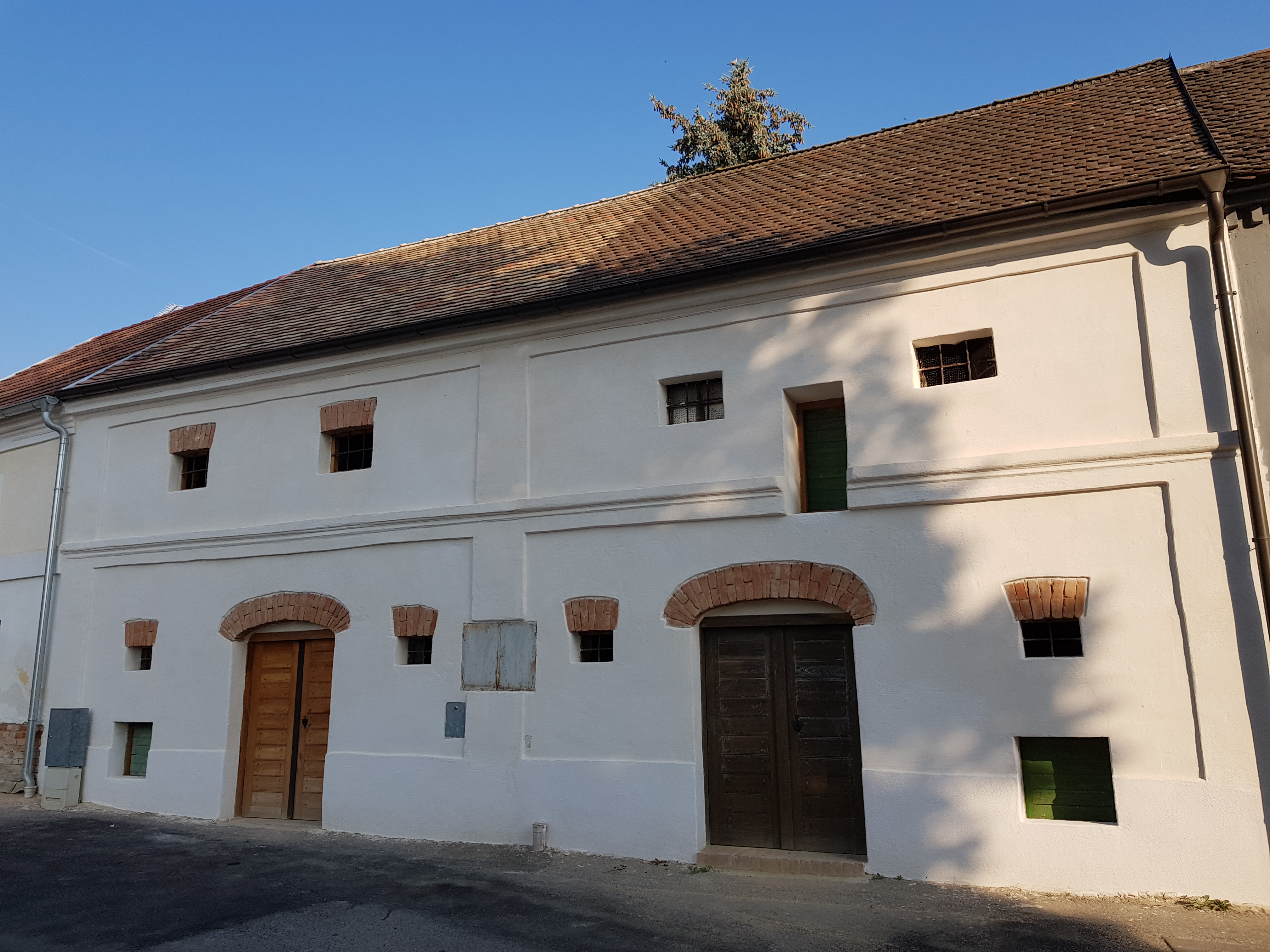
Zwei Keller in der Kellergasse „Trift“

In Eichenbrunn wurde von 2009 bis 2015 alljährlich am Sonntag nach dem Dreikönigstag das „Christbaumwerfen“ veranstaltet. Damit hat der Verschönerungsverein Eichenbrunn eine neue Sportart in Österreich entwickelt, die mittlerweile bereits etliche Nachahmer gefunden hat. Zahlreiche TV-Beiträge gibt es inzwischen über das Eichenbrunner Christbaumwerfen. Den Rekord für den weitesten Wurf hält Helmut Schöfmann aus Röhrabrunn mit beachtlichen 14,17 m.
Seit 2015 findet Mitte Oktober das „Kolomani-Kellerfest“ in der Kellergasse (Trift) von Eichenbrunn statt. Mehr als 30 Aussteller präsentieren ihre Produkte in den Presshäusern sowie vor den Kellern.
Viele Besucher lockt seit 2008 das „Sautrogrennen“ der Jugend Eichenbrunn in die „Arena Eichenbrunn“. In der Schwemme (Dorfteich) am Fuß der Pfarrkirche treten Zweier-Teams in Sautrögen gegeneinander an. Mitte Juli verwandelt sich diese Arena in eine Wettkampfstätte. Sommer und Winter hat die Schwemme annähernd die gleiche Temperatur von rund 12 Grad Celsius, aufgrund der zahlreichen unterirdischen Quellen und Zuläufe. Die Schwemme friert daher auch nicht zu.

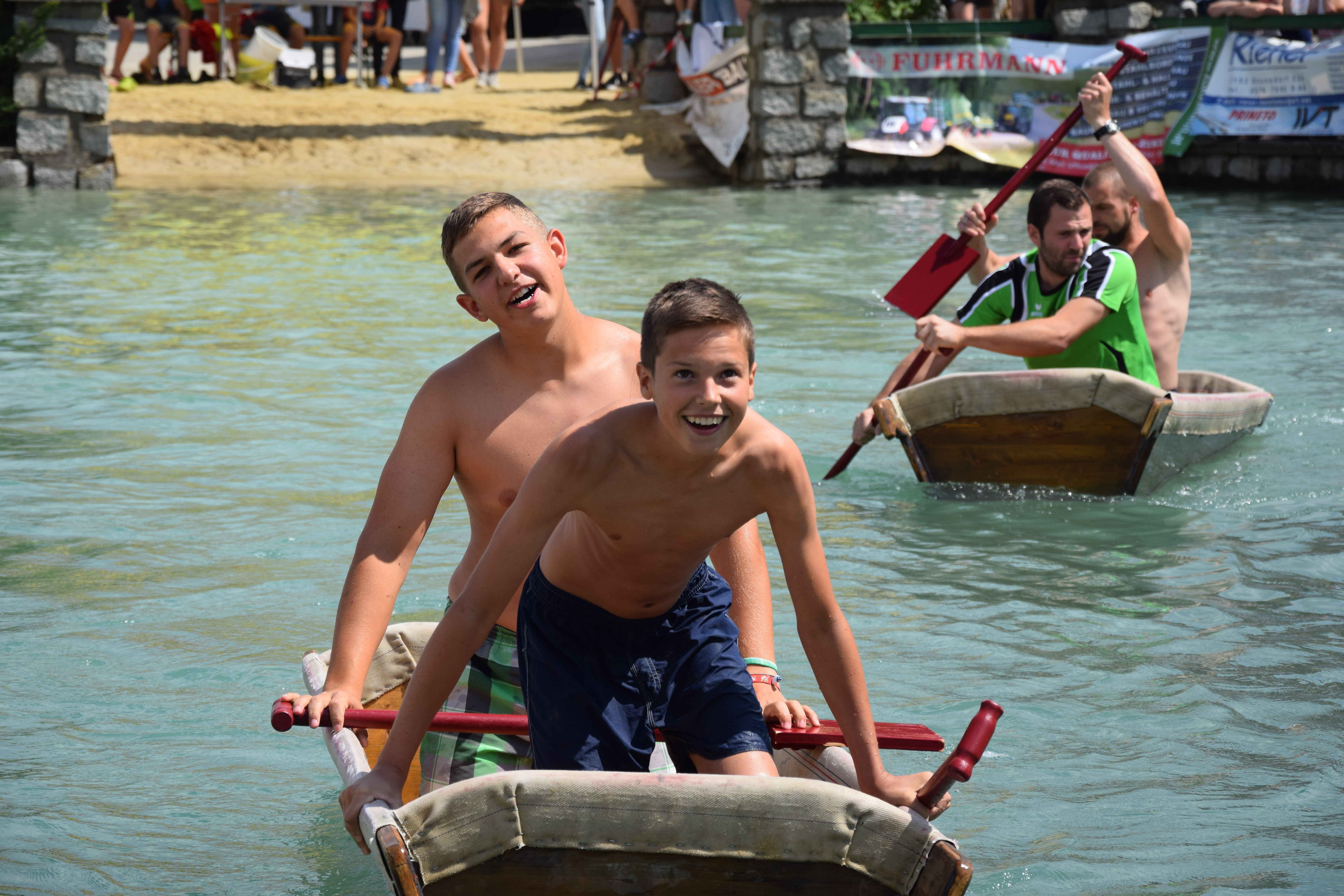
Sautrogrennen 2017

Die Pfarrkirche Eichenbrunn ist dem Heiligen Koloman geweiht.
Insgesamt gibt es fünf denkmalgeschützte Objekte in Eichenbrunn, siehe Liste der denkmalgeschützten Objekte in Gnadendorf
Ein Abenteuer-Kinderspielplatz, eine neu renovierte Kellergasse und der Blauburger Radweg bieten Spiel, Erholung und Sport.
Nächtigungsmöglichkeiten gibt es durch einen Zimmervermieter im Ort.

## Dialekt Standard „Eichenbrunnerisch“
Der regionale Dialekt wurde im Weinviertler Dialektlexikon von Michael Staribacher mit dem Standard „Eichenbrunnerisch“ erfasst, analog dem Oxford-English als Standard im Englischen.

## Seltenes Brauchtum

### Rote Eier holen
In der Nacht von Ostersonntag auf Ostermontag wurde der Brauch des „Rote-Eier-Holens“ in Eichenbrunn praktiziert. Die Burschen des Ortes besuchten in den Nachtstunden die unverheirateten Mädchen und „bitten um ein rotes Ei“. Bis in die 1970er Jahre wurde dafür lediglich ans Fenster geklopft, und die Mädchen reichten die Ostereier auch nur über das Fenster an die Burschen. Ab den späten 1970er Jahren wurden dann auch die Türen geöffnet und die Burschen durften in der Küche Platz nehmen. Es handelt sich dabei um einen alten Heischebrauch, der seit Generationen im Ort üblich war. Ausnahmslos jeder Bursch bekommt in dieser Nacht ein rotes Ei. Es gibt lediglich Unterschiede in der Zeitspanne, die ein Mädchen dem Burschen widmet, um so besondere Sympathien zu zeigen. Der Brauch wurde bis in die 2000er Jahre praktiziert.

### Eierspeis-Essen
Seit Generationen gibt es am Aschermittwoch den Brauch des „Eierspeis-Essens“, das bis in die 1980er Jahre ausschließlich den Burschen vorbehalten war. Die Eier stammen vom Umzug der Faschingsnarren am vorhergehenden Faschingssamstag. Dabei werden Eier und Schmalz gesammelt, die am Aschermittwoch in großen Pfannen zu Eierspeis (Rührei) verarbeitet werden. Dazu wird traditionell Brot gegessen. Bis heute ist das „Eierspeis-Essen“ am Aschermittwoch fixer Bestandteil des Brauchtums in Eichenbrunn. Dieser Brauch ist ansonsten nur im Ort Hanfthal bei Laa an der Thaya bekannt.
Ausgestorben ist hingegen der Brauch des „Geselchtes-Essen“ am Samstag nach dem Aschermittwoch. Zusätzlich zu den Eiern für das Eierspeis-Essen wurde nämlich von den umherziehenden Faschingsnarren am Faschingssamstag auch Speck oder Geselchtes in einem großen Sack eingesammelt. Dieses wurde eine Woche später im Gasthaus mit Brot verspeist. Seit den 1990er Jahren ist dieser Brauch des "Geselchtes-Essen" abhandengekommen.

## Vereinswesen

### Ortsmusik Eichenbrunn

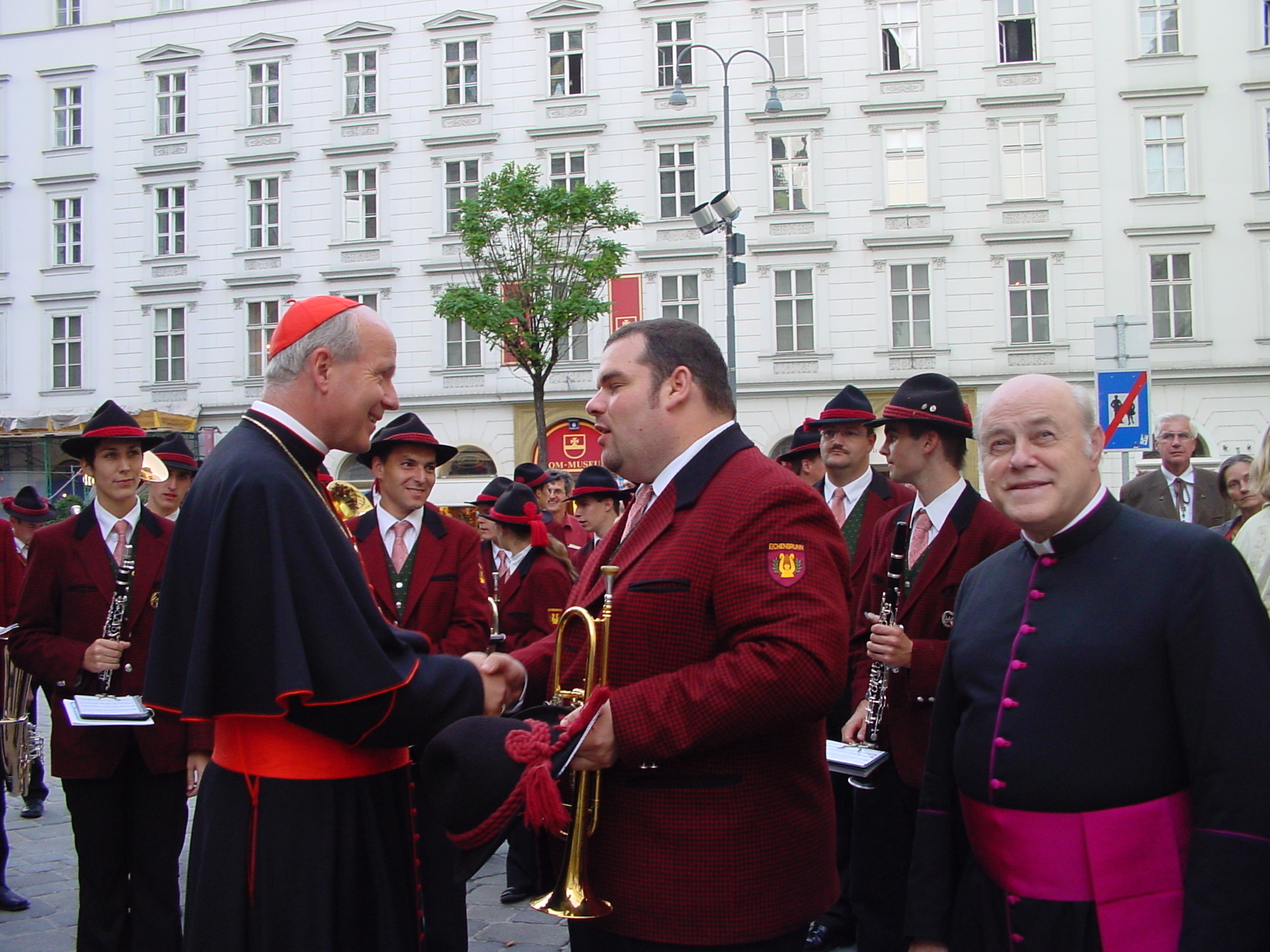
Ortsmusik Eichenbrunn am Stephansplatz

Nachweislich seit 1930 gibt es eine Ortsmusik in Eichenbrunn, wenngleich auch schon früher von Musikkapellen im Ort gesprochen wurde. Offiziell als Verein (Zentrales Vereinsregister ZVR 773368810) wurde die Ortsmusik 2005 neu gegründet. Bei den Konzertmusikwertungen des Niederösterreichischen Blasmusikverbandes tritt die Ortsmusik Eichenbrunn regelmäßig mit großem Erfolg in der Stufe A an. 2018 startete die Ortsmusik Eichenbrunn erstmals in der Stufe B. Kapellmeisterin ist Lena Wachter, Obmann Josef Schöfmann.

### Freiwillige Feuerwehr
Die Gründung der Freiwilligen Feuerwehr erfolgte am 26. November 1893. Auf Anregung des damaligen Bürgermeisters Leopold Staribacher wurde eine Feuerwehr mit 30 Mann gegründet. Zum Hauptmann wurde der damalige Oberlehrer Leopold Ballek gewählt. Es wurde beschlossen „eine zweistrahlige Landfahrspritze und für 20 Mann Ausrüstungsgegenstände“ anzukaufen.
Eine heute sehr aktive Freiwillige Feuerwehr mit mehr als 50 Aktiven setzt vor allem auf Ausbildung, um die zahlreichen technischen Einsätze an der Bundesstraße B6 durchführen zu können. Kommandant ist Christian Schöfmann.
Die Jugendfeuerwehr ist wesentlicher Bestandteil der Wettkampftruppe Zwentendorf-Pyhra, die 2014 den Landessieg holen konnte. Zudem konnten die Mädchen der Feuerwehrjugend Eichenbrunn in der Wettkampftruppe Asparn-Eichenbrunn den Landessieg bei den Niederösterreichischen Feuerwehrjugend-Wettkämpfen 2018 sowohl in Silber als auch in Bronze erringen.

### Verschönerungsverein
Gründung 1985 mit dem ersten Obmann Koloman Krickl. Neben den zahlreichen Arbeitseinsätzen (Rasenmähen, Blumenschmuck, Kehrarbeiten) veranstaltete der Verschönerungsverein von 2009 bis 2015 das „Christbaumwerfen“ und seit 2015 alljährlich das „Kolomani-Kellergassenfest“. Der Gründungsobmann hieß Koloman Krickl (1985–2009). Aktueller Obmann ist seit 2009 Michael Staribacher.

### Theaterverein
Schon 1923 wurde in Eichenbrunn Theater gespielt. 1951 fand das große Kolomani-Weihespiel statt. Ab 1977 fanden schließlich bis 2004 jährlich nach Weihnachten Theateraufführungen statt. Anfangs gab man Bauernschwänke, später verlegte sich die Truppe unter der Regieleitung von Alfred Denner bzw. Johann Staribacher auf Boulevardkomödien oder Nestroy-Possen. „Das liederliche Kleeblatt“, „Der Mustergatte“, „Skandal in Lobodau“ oder „Pension Schöller“ waren einige der Höhepunkte in der Theatergeschichte der Laienbühne.

### Jugend Eichenbrunn
Eine parteiunabhängige Jugend hat sich der Belebung des Ortes verschrieben. Neben der Organisation des Sautrogrennens hält die Jugend vor allem das alte Brauchtum hoch, wie das „Eierspeisessen“ am Aschermittwoch oder den Umzug der Faschingsnarren am Faschingssamstag. Aktueller Obmann ist Simeon Bergmann.

### DEV Eichenbrunn
Der Dorferneuerungsverein (DEV) Eichenbrunn wurde 2020 gegründet. Das erste Projekt war die Errichtung eines WC-Kellers in der Kellergasse „Trift“ gemeinsam mit dem Verschönerungsverein und den Kellerbesitzern der Kellergasse. Dafür wurde der Dorferneuerungsverein Eichenbrunn beim Projektwettbewerb 2023 der Dorf- & Stadterneuerung NÖ mit dem ersten Rang in der Kategorie „Leben – Miteinander“ ausgezeichnet. Aktueller Obmann ist Johann Staribacher.

## Eichenbrunner Persönlichkeiten
- Josef Krickl (1870–1953), der „Walzerkönig des Weinviertels“
- Josef Pfundner (1874–1949), Gründer der Glockengießerei Pfundner
- Leopold Rohringer (1906–1974), Erzbischöflicher Rentmeister
- Reinhard Kraft (* 1978), Brigadier des Generalstabsdienstes, Kommandant der Flieger- und Fliegerabwehrtruppenschule Langenlebarn
- Matthias Staribacher (1884–1967), Erzdechant der Erzdiözese Wien